# Sara Fischer
Sara Ingrid Fischer (ur. 19 września 1979 w Malung) – szwedzka snowboardzistka, brązowa medalistka mistrzostw świata.

## Kariera
Pierwszy raz na arenie międzynarodowej pojawiła się w 1997 roku, startując na mistrzostwach świata juniorów w Chamrousse, gdzie była siódma w gigancie i halfpipe'ie. Na mistrzostwach świata juniorów w Chamrousse w 1998 roku zdobyła brązowe medale w obu tych konkurencjach. Ponadto podczas rozgrywanych rok później mistrzostw świata juniorów w Seiser Alm była trzecia w gigancie równoległym (PGS).
W zawodach Pucharu Świata zadebiutowała 8 marca 1997 roku w Bardonecchii, gdzie zajęła 41. miejsce w gigancie. Pierwsze pucharowe punkty wywalczyła dzień później w tej samej miejscowości, zajmując tym razem 20. miejsce w slalomie równoległym. Pierwszy raz na podium zawodów tego cyklu stanęła 14 marca 1998 roku w Tandådalen, kończąc rywalizację w snowcrossie na trzeciej pozycji. W zawodach tych wyprzedziły ją tylko dwie Austriaczki: Manuela Riegler i Ursula Fingerlos. Łącznie 16 razy stawała na podium zawodów PŚ, odnosząc przy tym pięć zwycięstw: 18 marca 2000 roku w Livigno była najlepsza w gigancie, a 1 marca 2002 roku w Sapporo, 6 grudnia 2002 roku w Tandådalen, 20 grudnia 2002 roku w Stoneham i 28 lutego 2003 roku w Sapporo triumfowała w gigancie równoległym. Najlepsze wyniki osiągnęła w sezonie 1999/2000, kiedy to zajęła 11. miejsce w klasyfikacji generalnej oraz piąte w klasyfikacjach PGS i PAR.
Jej największym sukcesem jest brązowy medal w slalomie równoległym zdobyty na mistrzostwach świata w Kreischbergu w 2003 roku. Uległa tam jedynie dwóm Francuzkom: Isabelle Blanc i Karine Ruby. Była też między innymi szósta w obu konkurencjach równoległych podczas mistrzostw świata w Whistler w 2005 roku. W 2002 roku wystartowała na igrzyskach olimpijskich w Salt Lake City, gdzie była osiemnasta w PGS. Brała też udział w igrzyskach w Turynie cztery lata później, gdzie w tej samej konkurencji rywalizację ukończyła na 30. pozycji.
W 2006 r. zakończyła karierę.

## Osiągnięcia

### Igrzyska olimpijskie
| Miejsce | Dzień     | Rok  | Miejscowość    | Konkurencja       | Zwyciężczyni   |
| ------- | --------- | ---- | -------------- | ----------------- | -------------- |
| 18.     | 15 lutego | 2002 | Salt Lake City | Gigant równoległy | Isabelle Blanc |
| DNF     | 23 lutego | 2006 | Turyn          | Gigant równoległy | Daniela Meuli  |

### Mistrzostwa świata
| Miejsce | Dzień       | Rok  | Miejscowość          | Konkurencja       | Zwyciężczyni      |
| ------- | ----------- | ---- | -------------------- | ----------------- | ----------------- |
| 17.     | 12 stycznia | 1999 | Berchtesgaden        | Gigant            | Margherita Parini |
| 24.     | 14 stycznia | 1999 | Berchtesgaden        | Gigant równoległy | Isabelle Blanc    |
| 7.      | 15 stycznia | 1999 | Berchtesgaden        | Slalom równoległy | Marion Posch      |
| 34.     | 17 stycznia | 1999 | Berchtesgaden        | Snowboardcross    | Julie Pomagalski  |
| 16.     | 23 stycznia | 2001 | Madonna di Campiglio | Gigant            | Karine Ruby       |
| 8.      | 24 stycznia | 2001 | Madonna di Campiglio | Gigant równoległy | Ursula Bruhin     |
| 7.      | 26 stycznia | 2001 | Madonna di Campiglio | Slalom równoległy | Karine Ruby       |
| 12.     | 13 stycznia | 2003 | Kreischberg          | Gigant równoległy | Ursula Bruhin     |
| 3.      | 15 stycznia | 2003 | Kreischberg          | Slalom równoległy | Isabelle Blanc    |
| 6.      | 18 stycznia | 2005 | Whistler             | Gigant równoległy | Manuela Riegler   |
| 6.      | 19 stycznia | 2005 | Whistler             | Slalom równoległy | Daniela Meuli     |

### Puchar Świata

#### Miejsca w klasyfikacji generalnej
- sezon 1996/1997: 127.
- sezon 1997/1998: 28.
- sezon 1998/1999: 24.
- sezon 1999/2000: 11.
- sezon 2000/2001: 16.
- sezon 2001/2002: 12.
- sezon 2002/2003: -
- sezon 2003/2004: -
- sezon 2004/2005: -
- sezon 2005/2006: 50.

#### Miejsca na podium
1. Tandådalen – 14 marca 1998 (snowcross) - 2. miejsce
2. Morzine – 5 stycznia 1999 (slalom równoległy) - 2. miejsce
3. San Candido – 10 marca 2000 (slalom równoległy) - 2. miejsce
4. Livigno – 16 marca 2000 (slalom równoległy) - 2. miejsce
5. Livigno – 18 marca 2000 (gigant) - 1. miejsce
6. Ischgl – 1 grudnia 2000 (slalom równoległy) - 2. miejsce
7. Kreischberg – 7 stycznia 2001 (slalom równoległy) - 2. miejsce
8. Berchtesgaden – 11 lutego 2001 (gigant równoległy) - 2. miejsce
9. Ischgl – 1 grudnia 2001 (gigant równoległy) - 2. miejsce
10. Sapporo – 1 marca 2002 (gigant równoległy) - 1. miejsce
11. Tandådalen – 6 grudnia 2002 (gigant równoległy) - 1. miejsce
12. Stoneham – 20 grudnia 2002 (gigant równoległy) - 1. miejsce
13. Bad Gastein – 5 stycznia 2003 (slalom równoległy) - 2. miejsce
14. Sapporo – 28 lutego 2003 (gigant równoległy) - 1. miejsce
15. Tandådalen – 4 grudnia 2003 (gigant równoległy) - 2. miejsce
16. Nendaz – 22 stycznia 2006 (slalom równoległy) - 2. miejsce

- W sumie 5 zwycięstw, 7 drugich i 4 trzecie miejsca.